# Liste de viroïdes
Liste des viroïdes connus, selon la taxinomie adoptée par l'ICTV (International Committee on Taxonomy of Viruses).
Les viroïdes sont regroupés en deux familles, Pospiviroidae (viroïdes nucléaires) et Avsunviroidae (viroïdes chloroplastiques), subdivisées en cinq et trois genres respectivement. 
| Genre                     | Espèce                                | Sigle   | Maladie                              | Hôtes                                         |
| ------------------------- | ------------------------------------- | ------- | ------------------------------------ | --------------------------------------------- |
| Famille des Pospiviroidae |                                       |         |                                      |                                               |
| Pospiviroïde              | Potato spindle tuber viroid           | PSTVd   | Tubercules en fuseaux                | Pomme de terre, tomate, avocatier             |
| Pospiviroïde              | Chrysanthemun stunt viroid            | CSVd    | Rabougrissement du chrysanthème      | Chrysanthème                                  |
| Pospiviroïde              | Citrus exocortis viroid               | CEVd    | Exocortis des agrumes                | Agrumes, tomate                               |
| Pospiviroïde              | Columnea latent viroid                | CLVd    | Viroïde latent du Columnea           | Columnea, Brunfelsia, Nemathanthus, tomate    |
| Pospiviroïde              | Iresine viroid                        | IrVd    | Viroïde de l'Iresine                 | Iresine                                       |
| Pospiviroïde              | Mexican papita viroid                 | MPVd    | Papita mexicain                      | Solanum cardiophyllum, pomme de terre, tomate |
| Pospiviroïde              | Tomato apical stunt viroid            | TASVd   | Rabougrissement apical de la tomate  | Tomate                                        |
| Pospiviroïde              | Tomato chlorotic dwarf viroid         | TCDVd   | Nanisme chlorotique de la tomate     | Tomate                                        |
| Pospiviroïde              | Tomato planta macho viroid            | TPMVd   | Planta macho de la tomate            | Tomate                                        |
| Hostuviroïde              | Hop stunt viroid                      | HSVd    | Rabougrissement du houblon           | Houblon, concombre                            |
| Cocadviroïde              | Coconut cadang-cadang viroid          | CCCVd   | Cadang-cadang                        | Cocotier, palmier à huile                     |
| Cocadviroïde              | Coconut tinangaja viroid              | CTiVd   | Tinangaja du cocotier                | Cocotier                                      |
| Cocadviroïde              | Citrus bark cracking viroid           | CBCVd   | Crevasses de l'écorce des agrumes    | Agrumes                                       |
| Cocadviroïde              | Hop latent viroid                     | HLVd    | Viroïde latent du houblon            | Houblon                                       |
| Apscaviroïde              | Apple scar skin viroid                | ASSVd   | Peau balafrée du pommier             | Pommier, poirier                              |
| Apscaviroïde              | Apple dimple fruit viroid             | ADFVd   | Fruit déprimé du pommier             | Pommier                                       |
| Apscaviroïde              | Apple fruit crinckle viroid           | AFCVd   | Fruit ridé du pommier                | Pommier                                       |
| Apscaviroïde              | Australian grapevine viroid           | AGVd    | Viroïde australien de la vigne       | Vigne                                         |
| Apscaviroïde              | Citrus bent leaf viroid               | CBLVd   | Feuilles courbées des agrumes        | Agrumes                                       |
| Apscaviroïde              | Citrus dwarfing viroid                | CDVd    | Nanisme des agrumes                  | Agrumes                                       |
| Apscaviroïde              | Grapevine yellow speckle 1 viroid     | GYSVd-1 | Moucheture jaune de la vigne         | Vigne                                         |
| Apscaviroïde              | Grapevine yellow speckle 2 viroid     | GYSVd-2 | Moucheture jaune de la vigne         | Vigne                                         |
| Apscaviroïde              | Pear blister canker viroid            | PBCVd   | Chancre pustuleux du poirier         | Poirier, cognassier                           |
| Coleviroïde               | Coleus blumei-1 viroid                | CbVd-1  | Viroïde-1 du Coleus blumei           | Coleus spp., Mentha spp.                      |
| Coleviroïde               | Coleus blumei-2 viroid                | CbVd-2  | Viroïde-2 de Coleus blumei           |                                               |
| Coleviroïde               | Coleus blumei-3 viroid                | CbVd-3  | Viroïde-3 de Coleus blumei           | Ocimum basilicum, Melissa officinalis         |
| Famille des Avsunviroidae |                                       |         |                                      |                                               |
| Avsunviroïde              | Avocado sun blotch viroid             | ASBVd   | Taches solaires de l'avocatier       | Avocatier                                     |
| Pelamoviroïde             | Chrysanthemum chlorotic mottle viroid | CChMVd  | Marbrure chlorotique du chrysanthème | Chrysanthème                                  |
| Pelamoviroïde             | Peach latent mosaic viroid            | PLMVd   | Mosaïque latente du pêcher           | Pêcher, nectarinier                           |
| Elaviroïde                | Eggplant latent viroid                | ASBVd   | Viroïde latent de l'aubergine        | Aubergine                                     |